# 叉象牙貝
叉象牙貝（学名：Dischides belcheri）为胖象牙貝科叉口象牙貝屬下的一个种。